# Im letzten Sommer
Im letzten Sommer (Originaltitel L’été dernier, dt.: „Der letzte Sommer“, internationaler Titel Last Summer) ist ein französischer Spielfilm von Catherine Breillat aus dem Jahr 2023. Das Liebesdrama handelt von einer erfolgreichen Anwältin, die eine Affäre mit ihrem minderjährigen Stiefsohn eingeht. Die Hauptrollen übernahmen Léa Drucker und Samuel Kircher. Es handelt sich um eine Neuverfilmung des skandinavischen Spielfilms Königin (2019).
Die Premiere fand im Mai 2023 bei den Filmfestspielen von Cannes statt. Am 13. September 2023 kam Im letzten Sommer regulär in die französischen Kinos. Der deutsche Kinostart erfolgte am 11. Januar 2024.

## Handlung
Anne ist eine renommierte Anwältin, die mit großem Einsatz Mädchen in Fällen sexueller Übergriffe vor Gericht vertritt. Als Théo, der 17-jährige Sohn ihres Lebensgefährten, nach einer Entgleisung bei ihnen einzieht, ist sie zunächst von seiner egozentrischen Art abgestoßen, doch als sie sich wohlwollend auf ihn einlässt, setzt eine Affäre zwischen den beiden ein. Anne scheint es zu genießen, von einem so jungen Mann sexuell begehrt zu werden. Als ihre Schwester und beste Freundin darauf aufmerksam wird, bricht sie den Kontakt für eine Zeit ab.
Anne beendet die destruktive Affäre und verpflichtet Théo zu Stillschweigen, doch dieser erzählt seinem Vater davon. Zur Rede gestellt, streitet Anne die Affäre ab und stellt Théo wider besseres Wissen als Lügner hin, wobei Théos Vater ihr Glauben schenkt. Enttäuscht zieht Théo wieder aus. Über einen Anwalt bietet er ihr die Wahl zwischen einem Vergleich und einer Inzestklage. Sie nimmt den Vergleich an und zahlt ihm eine hohe Summe.
Zum Schluss des Films klopft Théo nachts erneut an die Tür. Anne öffnet ihm und will ihn eigentlich nur abweisen, doch es kommt erneut zum Sex. Als sie danach wieder zu ihrem Mann ins Bett schlüpft, macht dieser eine mehrdeutige Bemerkung; ob er die Wahrheit weiß, bleibt offen.

## Hintergrund

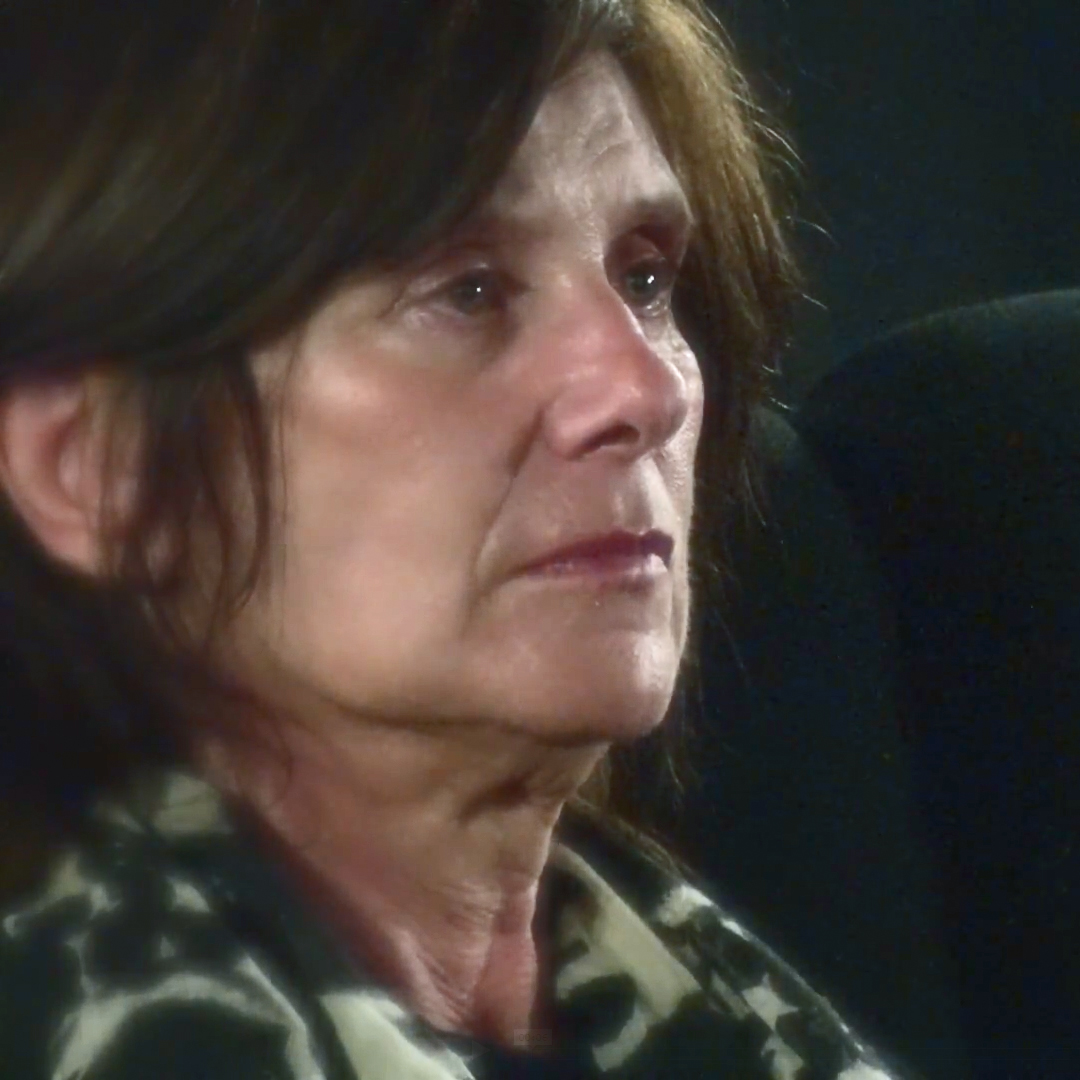
Regisseurin und Drehbuchautorin Catherine Breillat (2014)

Im letzten Sommer ist der 15. Spielfilm der französischen Regisseurin Catherine Breillat und das erste Werk seit ihrem Drama Missbrauch (2013). Beim Drehbuch ließ sie sich von der vielfach preisgekrönten dänisch-schwedischen Produktion Königin (2019) von May el-Toukhy inspirieren. Die Hauptrollen vergab sie an Léa Drucker und Samuel Kircher. Der Sohn der Schauspielerin Irène Jacob gibt hier sein Filmdebüt als jugendlicher Stiefsohn. In einem Anfang Februar 2023 geführten Interview gab Drucker an, dass es sich bei Im letzten Sommer um einen „der verstörendsten Filme“ handle, den sie je gedreht habe. Der Film stelle seine Fragen – „Ist es Liebe? Wo hört die Liebe auf? Wo beginnt die Übertretung?“ – ohne „moralistisch“ zu sein. Drucker fühlte sich an das Theaterstück Blackbird von David Harrower erinnert, in dem sie mitgespielt hatte. Dieses Werk handelt von einer jungen Frau, die sich an einem älteren Mann rächt, in den sie sich als 12-Jährige verliebt hatte. Für weitere Rollen wurden Olivier Rabourdin und Clotilde Courau verpflichtet.
Die Dreharbeiten fanden von Juni bis Juli 2022 statt. Für die Kameraarbeit zeichnete Jeanne Lapoirie verantwortlich. Produziert wurde der Film von Saïd Ben Saïd (SBS Productions).

## Veröffentlichung und Rezeption
Die Uraufführung fand am 25. Mai 2023 bei den Filmfestspielen in Cannes statt, wo der Film in den internationalen Wettbewerb eingeladen wurde. Am 13. September 2023 kam er im Verleih von Pyramide Distribution in die französischen Kinos. Ein regulärer Kinostart in Deutschland erfolgte ab 11. Januar 2024 durch Alamode Film.
Im Kritikenspiegel der französischen Website Allociné erhielt Im letzten Sommer 3,6 von 5 möglichen Sternen. Vom Publikum wurde das Werk etwas schlechter bewertet. Auf der englischsprachigen Website Rotten Tomatoes empfahlen 77 Prozent der Kritiker den Film. Dies führte zu einer Durchschnittsbewertung von 6,6 von 10 möglichen Punkten. Auf der Website Metacritic erhielt Im letzten Sommer eine Bewertung von 63 von 100 möglichen Punkten, basierend auf etwas mehr als einem halben Dutzend ausgewerteten englischsprachigen Kritiken. Das entspricht einer positiven Rezension („Generally Favorable“).

## Auszeichnungen
In der Filmpreissaison 2023/24 wurde Im letzten Sommer für mehr als ein halbes Dutzend Film- und Festivalpreise nominiert. Breillat erhielt nach 2007 ihre zweite Einladung in den Wettbewerb um die Goldene Palme, den Hauptpreis des Filmfestivals von Cannes, wo ihre Regiearbeit unprämiert blieb. Bei der Verleihung der französischen Prix Lumières 2024 erhielt das Werk vier Nominierungen.
| Filmfestival / Filmpreis     | Kategorie                   | Resultat  | Preisträger/ Nominierte |
| ---------------------------- | --------------------------- | --------- | ----------------------- |
| Filmfestival von Cannes 2023 | Goldene Palme – Bester Film | Nominiert | Catherine Breillat      |
| Filmfestival von Gijón 2023  | Bester Film                 | Nominiert | Catherine Breillat      |
| Filmfestival von Gijón 2023  | Spezialpreis der Jury       | Gewonnen  | Catherine Breillat      |
| Prix Lumières 2024           | Bester Film                 | Nominiert | k. A.                   |
| Prix Lumières 2024           | Beste Regie                 | Nominiert | Catherine Breillat      |
| Prix Lumières 2024           | Bestes Darstellerin         | Nominiert | Léa Drucker             |
| Prix Lumières 2024           | Bester Nachwuchsdarsteller  | Nominiert | Samuel Kircher          |